# Bojić
Bojić (en serbe cyrillique : Бојић) est un village de Serbie situé sur le territoire de la ville de Šabac, district de Mačva. Au recensement de 2011, il comptait 340 habitants.

## Démographie

### Évolution historique de la population
| 1948 | 1953 | 1961 | 1971 | 1981 | 1991 | 2002 | 2011 |
| ---- | ---- | ---- | ---- | ---- | ---- | ---- | ---- |
| 613  | 644  | 582  | 487  | 461  | 411  | 382  | 340  |

|  |